# Ігнатенко Данило Ігорович
Данило Ігорович Ігнатенко (нар. 13 березня 1997, Запоріжжя, Україна) — український футболіст, центральний півзахисник французького «Бордо».

## Кар'єра гравця
Випускник ДЮСШ ФК «Металург» (Запоріжжя), перший тренер — М. М. Сеновалов. Влітку 2014 року поповнив ряди команди «Металурга U-19».
28 лютого 2015 року в виїзному матчі проти ужгородської «Говерли» дебютував у молодіжній команді «металургів». У квітні того ж року через велику кількість травмованих гравців головної команди тренер «Металурга» Анатолій Чанцев включив Ігнатенка в заявку на матч Прем'єр-ліги проти «Волині».
30 травня 2015 року, в останньому турі чемпіонату України сезону 2014/15 років, футболіст дебютував в основній команді у матчі Прем'єр-ліги проти київського «Динамо», замінивши в другому таймі Руслана Платона. Всього ж в цьому матчі у вищому дивізіоні вперше зіграли четверо «металургів». Компанію Ігнатенку склали також воротар Тимофій Шеремета та півзахисники Єгор Клименчук і Роман Попов. 8 грудня 2015 року стало відомо, що Данило разом з низкою інших гравців покинув «Металург» в зв'язку з процесом ліквідації клубу.
У січні 2016 року став гравцем «Шахтаря». У донецькому клубі виступав виключно за молодіжну команду, через що на початку 2018 року разом з партнером Денисом Арендаруком був відданий в оренду в «Маріуполь». З за маріупольський клуб Ігнатенко провів 27 матчів у Прем'єр-лізі за півтора року і влітку 2019 року повернувся до «Шахтаря».
22 червня 2019 року Ігнатенка була віддано в оренду на рік в угорський «Ференцварош», який очолював український тренер Сергій Ребров. В першій половині сезоні 2019/20 Данило зіграв за «зелено-білих» 26 матчів у всіх турнірах (з них лише 13 у чемпіонаті) і 31 січня достроково був повернутий до донецького клубу. Через кілька днів, 6 лютого 2020 року, його знову було віддано в оренду в «Маріуполь», де до кінця вересня зіграв 14 ігор чемпіонату та дві гри кубку країни.
На початку жовтня 2020 року Ігнатенко вчергове був відданий донецьким клубом в оренду, цього разу в «Дніпро-1». Після успішного сезону клуб продовжив оренду гравця на ще один сезон.
У січні 2022 року «Шахтар» достроково повернув гравця із «Дніпра-1» та віддав в оренду аутсайдеру чемпіонату Франції — «Бордо». У першому ж матчі за нову команду гравець отримав вилучення. Півзахисник розпочинав матчі з лави запасних, але із середини березня зумів стати основним гравцем. За 11 матчів чемпіонату віддав 3 гольові передачі, але «Бордо» не врятувався від вильоту, посівши останнє місце. Тим не менш влітку 2022 року «Бордо» викупив контракт гравця у «Шахтаря» за 1 млн євро і Данило підписав повноцінну угоду з французьким клубом. У наступні два сезони він провів 65 матчів у Лізі 2 і забив три голи, а саме два в сезоні 2022/23 проти «Родеза» (3:0) і «Бастія» (1:1) і один у наступному сезоні проти «Родеза». Влітку 2024 року, незважаючи на фініш на 12-му місці в минулому сезоні у рамках Ліги 2, клуб через фінансові проблеми було позбавлено професіонального статусу і понижено у лізі, а усі гравці, в тому числі і Ігнатенко, стали вільними агентами.
У вересні 2024 року, після кількох місяців без роботи, Данило вирушив до Словаччини, де підписав трирічний контракт із братиславським «Слованом». Він дебютував у новому клубі 14 вересня у матчі чемпіонату проти клубу ДАК 1904 (2:1), відігравши усі 90 хвилин.

## Виступи за збірну
11 листопада 2016 року зіграв свій єдиний матч за молодіжну збірну України в товариській грі проти однолітків з Білорусі (1:0), вийшовши після перерви замість Юрія Вакулка.
8 червня 2022 року Ігнатенко дебютував за збірну України в матчі Ліги націй УЄФА проти збірної Ірландії (1:0). 24 вересня 2022 року в матчі проти Вірменії в рамках цього ж турніру забив дебютний гол за збірну.

## Статистика

### Статистика клубних виступів
Станом на 5 грудня 2023 року
| Сезон                            | Команда                          | Чемпіонат                        | Чемпіонат | Чемпіонат | Національний кубок | Національний кубок | Національний кубок | Континентальні кубки | Континентальні кубки | Континентальні кубки | Інші змагання | Інші змагання | Інші змагання | Усього | Усього | Усього |
| Сезон                            | Команда                          | Ліга                             | Ігор      | Голів     | Ліга               | Ігор               | Голів              | Ліга                 | Ігор                 | Голів                | Ліга          | Ігор          | Голів         | Ігор   | Голів  |        |
| -------------------------------- | -------------------------------- | -------------------------------- | --------- | --------- | ------------------ | ------------------ | ------------------ | -------------------- | -------------------- | -------------------- | ------------- | ------------- | ------------- | ------ | ------ | ------ |
| 2014–15                          | «Металург» (Запоріжжя)           | УПЛ                              | 1         | 0         | КУ                 | 0                  | 0                  | —                    | —                    | —                    | —             | —             | —             | 1      | 0      |        |
| 2015–16                          | «Металург» (Запоріжжя)           | УПЛ                              | 10        | 1         | КУ                 | 0                  | 0                  | —                    | —                    | —                    | —             | —             | —             | 10     | 1      |        |
| Усього за «Металург» (Запоріжжя) | Усього за «Металург» (Запоріжжя) | Усього за «Металург» (Запоріжжя) | 11        | 1         | —                  | 0                  | 0                  | —                    | —                    | —                    | —             | —             | —             | 11     | 1      |        |
| 2017–18                          | «Маріуполь»                      | УПЛ                              | 7         | 0         | КУ                 | 0                  | 0                  | —                    | —                    | —                    | —             | —             | —             | 7      | 0      |        |
| 2018–19                          | «Маріуполь»                      | УПЛ                              | 20        | 0         | КУ                 | 0                  | 0                  | —                    | —                    | —                    | —             | —             | —             | 20     | 0      |        |
| 2019–20                          | «Маріуполь»                      | УПЛ                              | 11        | 0         | КУ                 | 2                  | 0                  | —                    | —                    | —                    | —             | —             | —             | 13     | 0      |        |
| 2020–21                          | «Маріуполь»                      | УПЛ                              | 3         | 0         | КУ                 | 0                  | 0                  | —                    | —                    | —                    | —             | —             | —             | 3      | 0      |        |
| Усього за «Маріуполь»            | Усього за «Маріуполь»            | Усього за «Маріуполь»            | 41        | 0         | —                  | 2                  | 0                  | —                    | —                    | —                    | —             | —             | —             | 43     | 0      |        |
| 2019-20                          | «Ференцварош»                    | ШЛ                               | 13        | 1         | КУ                 | 0                  | 0                  | ЛЧ/ЛЄ                | 5+5                  | 0                    | —             | —             | —             | 23     | 1      |        |
| 2020–21                          | «Дніпро-1»                       | УПЛ                              | 17        | 1         | КУ                 | 2                  | 0                  | —                    | —                    | —                    | —             | —             | —             | 19     | 1      |        |
| 2021–22                          | «Дніпро-1»                       | УПЛ                              | 14        | 3         | КУ                 | 1                  | 0                  | —                    | —                    | —                    | —             | —             | —             | 15     | 3      |        |
| Усього за «„Дніпро-1“»           | Усього за «„Дніпро-1“»           | Усього за «„Дніпро-1“»           | 31        | 4         | —                  | 3                  | 0                  | —                    | —                    | —                    | —             | —             | —             | 34     | 4      |        |
| 2021–22                          | «Бордо»                          | Л1                               | 11        | 0         | —                  | —                  | —                  | —                    | —                    | —                    | —             | —             | —             | 11     | 0      |        |
| 2022–23                          | «Бордо»                          | Л2                               | 35        | 2         | КФ                 | 2                  | 0                  | —                    | —                    | —                    | —             | —             | —             | 37     | 2      |        |
| 2023–24                          | «Бордо»                          | Л2                               | 14        | 0         | КФ                 | 1                  | 0                  | —                    | —                    | —                    | —             | —             | —             | 15     | 0      |        |
| Усього за «Бордо»                | Усього за «Бордо»                | Усього за «Бордо»                | 60        | 2         | —                  | 3                  | 0                  | —                    | —                    | —                    | —             | —             | —             | 63     | 2      |        |
| Усього за кар'єру                | Усього за кар'єру                | Усього за кар'єру                | 156       | 8         |                    | 8                  | 0                  |                      | 10                   | 0                    |               | 0             | 0             | 174    | 8      |        |

### Матчі за збірну
Станом на 12 червня 2023 року
| Дата       | Місто  | Господарі | Результат | Гості     | Турнір                               | Голи | Примітки |
| ---------- | ------ | --------- | --------- | --------- | ------------------------------------ | ---- | -------- |
| 08-06-2022 | Дублін | Ірландія  | 0 – 1     | Україна   | Ліга націй УЄФА 2022—2023 - 1-й етап | -    | 89'      |
| 11-06-2022 | Лодзь  | Україна   | 3 – 0     | Вірменія  | Ліга націй УЄФА 2022—2023 - 1-й етап | -    | 84'      |
| 21-09-2022 | Глазго | Шотландія | 3 – 0     | Україна   | Ліга націй УЄФА 2022—2023 - 1-й етап | -    | 83'      |
| 24-09-2022 | Єреван | Вірменія  | 0 – 5     | Україна   | Ліга націй УЄФА 2022—2023 - 1-й етап | 1    |          |
| 27-09-2022 | Краків | Україна   | 0 – 0     | Шотландія | Ліга націй УЄФА 2022—2023 - 1-й етап | -    | 27'      |
| 12-06-2023 | Бремен | Німеччина | 3 – 3     | Україна   | товариський матч                     | -    | 64'      |
| Усього     |        | Матчів    | 6         |           | Голів                                | 1    |          |

## Титули і досягнення
- Чемпіон Словаччини (1):

«Слован»: 2024-25